# Judasøre-familien
Judasøre-familien (Auriculariales) er en familie af svampe med ca. 10 slægter, heraf 4 i Danmark. Svampene har typisk geleagtige frugtlegemer og lever saprotrofisk, dvs. ved at nedbryde dødt ved. Slægter i Bævretop-familien, henregnes nu også til Judasøre-familien.